# Corantijn

Kaart van de Corantijn (en Boven-Corantijn) (vanuit Surinaams standpunt, zie grenzen van Suriname)

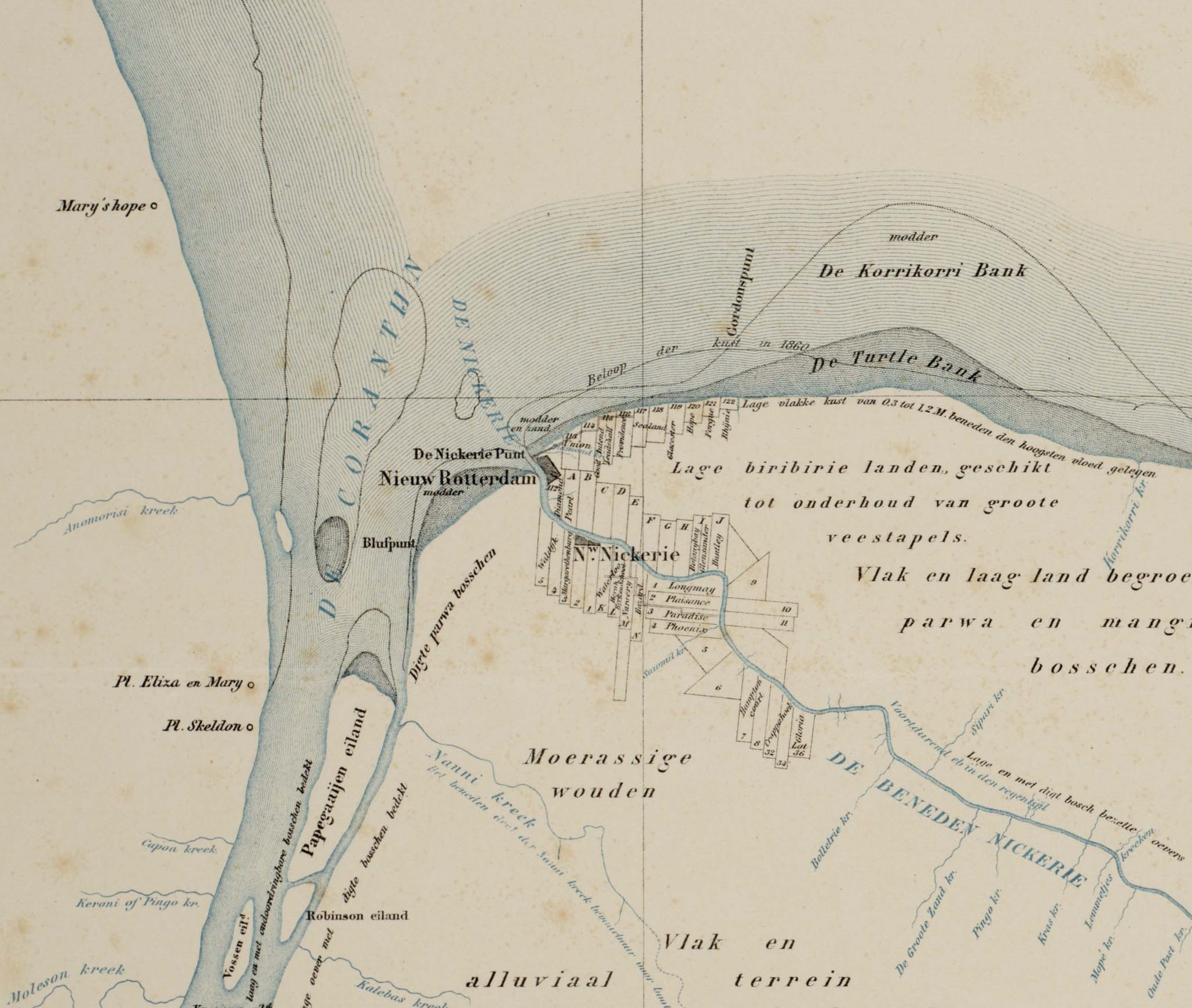
Mond van de Corantijn (ca. 1875)

De Corantijn (Engels: Courantyne) is een rivier in het noorden van Zuid-Amerika, op de grens van Guyana en Suriname. De lengte van de rivier is, inclusief de Boven-Corantijn (Nieuwe Rivier) als bronrivier, circa 724 km. De Corantijn stroomt uit in de Atlantische Oceaan.
Aan de monding ligt aan Surinaamse zijde het Corantijnstrand dat in trek is voor recreatie. Iets verderop ligt Backtrack dat bekend is om de illegale oversteken tussen Suriname en Guyana.

## Loop
De Corantijn heeft in haar bovenloop twee bronrivieren: In het westen ontspringt in het Acaraigebergte nabij de grens van Brazilië de Boven-Corantijn of Nieuwe Rivier. Meer oostelijk loopt de Coeroeni, die als Koetari en Sipaliwini ontspringt ten westen van de Sipaliwinisavanne. Het gebied tussen de Nieuwe Rivier en de Coeroeni-Koetari is het betwiste Guyanees-Surinaamse Tigri-gebied of New River triangle.
Nadat de al goed tot wasdom gekomen rivieren de Boven-Corantijn en de Coeroenie zijn samengevloeid, heet de rivier de Corantijn. 400 km stroomafwaarts, nadat onder andere de Surinaamse rivieren de Lucie (rivier) en de Kabalebo hun water in de Corantijn hebben laten stromen, bereikt de rivier de oceaan, nabij de Surinaamse plaats Nieuw-Nickerie en de Guyanese plaats Corriverton.

## Stroomgebied

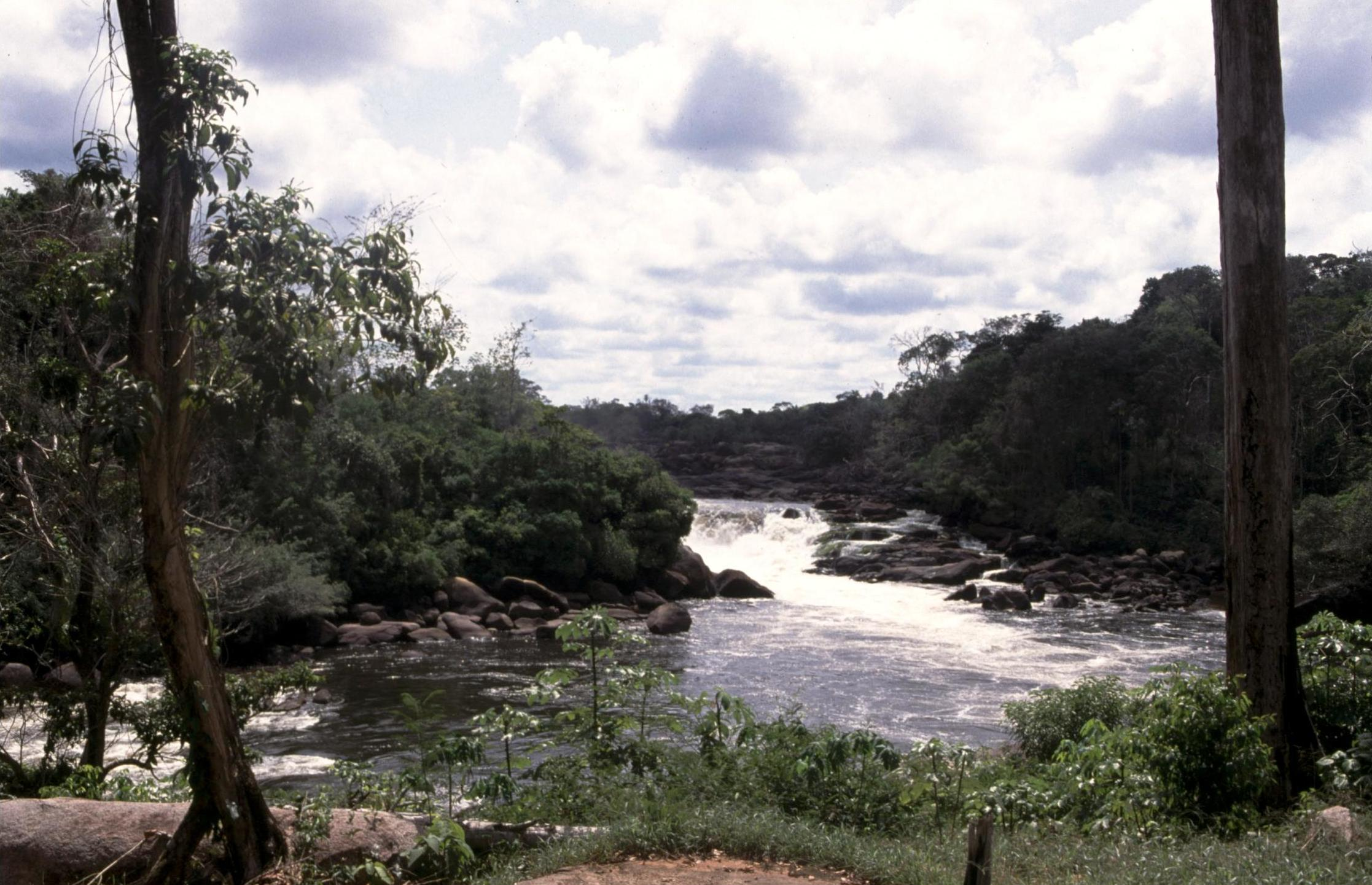
Wonotobovallen

- Corantijn
  - Kabalebo
    - Dalbanakreek

  - Lucie
  - Coeroenie
    - Koetari
      - Aramatau

    - Sipaliwini

  - Boven-Corantijn (Nieuwe rivier)
    - Oronoque

## Kenmerken
De rivier kent vele watervallen, waaronder de Oronoqueval (Boven-Corantijn), de Anoravallen, de Tijgervallen, de Tramwayvallen en de Wonotobovallen.
De rivier heeft ook vele eilanden, waaronder het Papegaai-eiland in het Surinaamse district Nickerie. De Corantijn is erg breed, erg ondiep en telt vele zandbanken. Vrijwel de gehele rivier loopt door een dicht tropisch regenwoud.

## Grensrivier
De grens tussen Suriname en Guyana ligt op de linkeroever van de Corantijn, dus aan de Guyanese kant. Het is toegestaan voor inwoners van Guyana om over de rivier te varen, maar ze hebben geen visrechten. Guyana beschouwde het midden van de rivier als grens, maar dit werd in een uitspraak van het Permanent Hof van Arbitrage in 2007 beslist in het voordeel van Suriname.

## Archeologische vindplaatsen
Het stroomgebied van de Corantijn, vooral in het achterland, is een van de vele archeologische vindplaatsen uit het leven van inheemse volkeren vóór 1492. Er bevinden zich onder meer rotstekeningen die inzicht geven in de ceremoniële, mythische en religieuze wereld van toen.